# Каваците
Каваците е местност с едноименен къмпинг в Бургаска област, на 3 км южно от Созопол. Има просторен и некаменист плаж, който граничи с гора.
Името на областта произхожда от думата „кавак“, която на турски език означава топола, и е наречен така заради тополите, които растат в района.
Пясъчните дюни в м. Каваците са обявени за защитена територия от категорията „природна забележителност“ (ПЗ) през 1985 година. Предмет на защита тук са редките понтийски бели дюни и характерната за тях пясъколюбива (псамофитна) растителност. Този тип пясъчни дюни представляват природно местообитание (хабитат) с висока консервационна значимост. Изключително проблемна защитена територия, която практически е неохраняема. Нерегламентираното къмпингуване и унищожаването на уникалните дюни и растителност се вършат безнаказано. Сред дюните има разположени „временни“ плажни заведения. Парадокс е, че още при обявяването ѝ през 1985 година, като недомислица в защитената територия е включена част от площта на съществуващите къмпинги. На няколко пъти са отхвърляни сериозни искания за намаляване площта на защитената територия. Реституцията на земите на ПЗ в т.нар. „реални граници“, извършена в края на 90-те години на XX век е друга главна предпоставка и заплаха за унищожаването на това уникално природно богатство.
Заливът „Каваците“ се намира на 3 километра южно от стария град на Созопол. Използван е за пристанище още в древността от полиса Аполония заради защитеността си от северозападните ветрове благодарение на нос „Св. Месия“ и нос „Св. Агалина“. На дъното на залива са открити останки от кораби, сечива, накити и керамични съдове които свидетелстват за икономическата активност на региона по това време.

## Галерия
- Брегът до залива Каваците